# Scirpus dioicus
Scirpus dioicus là loài thực vật có hoa trong họ Cói. Loài này được Y.N.Lee & Y.C.Oh mô tả khoa học đầu tiên năm 2006.